# Ó Abre Alas

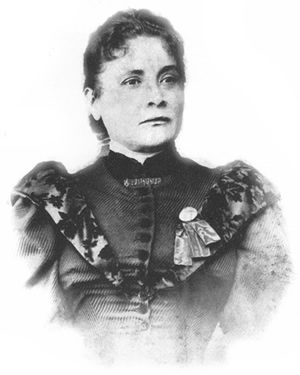
La compositora Chiquinha Gonzaga, 1894.

Ó Abre Alas és una cançó de 1899 de la brasilera Chiquinha Gonzaga, la primera marchinha de carnaval de la història. És la composició més coneguda de Gonzaga, i la de major èxit. La cançó va ser feta per al cordó de Carnaval Rosa de Ouro, que és citat en la lletra.
Chiquinha Gonzaga, ja en la cinquantena, era una compositora consagrada. Vivia al barri carioca d'Andaraí, on va rebre als integrants del grup de música popular Rosa de Ouro, què van encarregar-li un tema per al cercavila d'aquell any. La compositora va acceptar la comanda, i l'obra va donar a Rosa de Ouro la victòria en el concurs del Carnaval. Va ser un gran èxit en els carnavals, interpretat assíduament durant la primera dècada del segle xx, fins a esdevenir un símbol del carnaval carioca.
El 2011, la revista Veja va elegir-la en 4a posició en la llista de les 10 millors marchinhas de tots els temps. Com la compositora d'aquesta peça va morir el 1935 i, al Brasil, els drets d'autor d'una obra expiren 70 anys després de la mort de l'autor, la cançó és en domini públic.